# イワン・ウーホフ
イワン・ウーホフ（ロシア語: Ива́н Сергее́вич У́хов, Ivan Sergeyevich Ukhov, 1986年3月29日 - ）は走高跳を専門とするロシアの陸上競技選手。屋外自己ベストは2.41m。室内自己ベストは2.42m。
ロンドンオリンピックでは優勝をしているが、ドーピング違反により剥奪された。
世界選手権ではベルリン大会から10位、5位、4位、24位と表彰台にはあと1歩届いていない。

## 主な成績
| 年   | 大会                           | 場所                         | 結果     | 記録     |
| ---- | ------------------------------ | ---------------------------- | -------- | -------- |
| 2004 | 世界ジュニア選手権             | グロッセート（イタリア）     | 13位     | 2.10m    |
| 2005 | ユニバーシアード               | イズミル（トルコ）           | 4位      | 2.23m    |
| 2006 | ヨーロッパ選手権               | ヨーテボリ（スウェーデン）   | 12位     | 2.20m    |
| 2006 | ワールドアスレチックファイナル | シュトゥットガルト（ドイツ） | 5位      | 2.25m    |
| 2009 | 世界選手権                     | ベルリン（ドイツ）           | 10位     | 2.23m    |
| 2010 | 世界室内選手権                 | ドーハ（カタール）           | 1位      | 2.36m    |
| 2010 | ヨーロッパ選手権               | バルセロナ（スペイン）       | 2位      | 2.31m    |
| 2011 | 世界選手権                     | 大邱（韓国）                 | 5位      | 2.32m    |
| 2012 | 世界室内選手権                 | イスタンブール（トルコ）     | 3位      | 2.31m    |
| 2012 | オリンピック                   | ロンドン（イギリス）         | 1位 失格 | 2.38m DQ |
| 2013 | ユニバーシアード               | カザン（ロシア）             | 5位      | 2.28m    |
| 2013 | 世界選手権                     | モスクワ（ロシア）           | 4位      | 2.35m    |
| 2014 | 世界室内選手権                 | ソポト（ポーランド）         | 2位      | 2.38m    |
| 2014 | ヨーロッパ選手権               | チューリッヒ（スイス）       | 3位      | 2.30m    |
| 2015 | 世界選手権                     | 北京（中国）                 | 24位     | 2.26m    |